# YoungBoy Never Broke Again

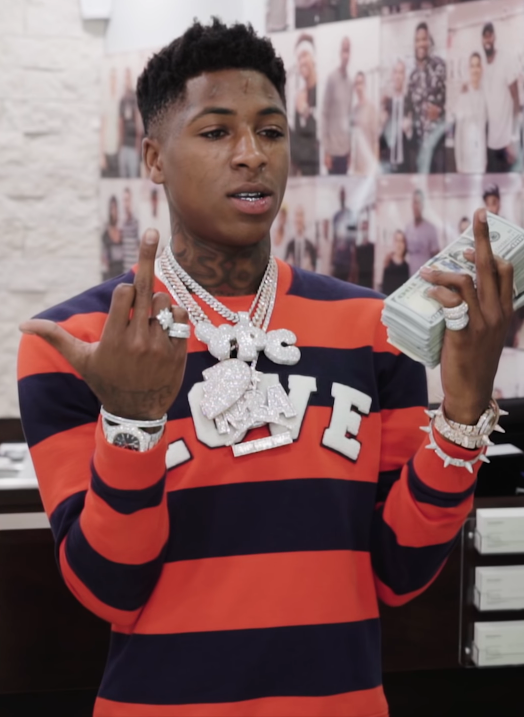
YoungBoy Never Broke Again (2018)

YoungBoy Never Broke Again (bürgerlich Kentrell DeSean Gaulden; * 20. Oktober 1999 in Baton Rouge, Louisiana), ehemals NBA YoungBoy, ist ein US-amerikanischer Rapper und Songwriter.

## Biografie
Mit 16 Jahren brachte Gaulden sein erstes Mixtape heraus, damals noch unter dem Namen NBA YoungBoy. In kurzen Abständen folgten die Tapes Mind of a Manace, Vol. 1 – 3. Schnell machte er sich einen Namen und auf der nächsten Veröffentlichung 38 Baby waren dann schon Features von Boosie Badazz und Kevin Gates vertreten. Ende des Jahres kam er in Untersuchungshaft unter dem Vorwurf des versuchten Mordes. Ein halbes Jahr kam seine Karriere zum Stillstand. Nach seiner Entlassung erschien das Mixtape A.I. YoungBoy, mit dem er auf Platz 24 der US-Albumcharts einstieg. Der darauf enthaltene Song No Smoke schaffte es ebenfalls in die Charts und erreichte sogar Platinstatus. Das Mixtape Fed Baby’s zusammen mit Moneybagg Yo kam wenig später auf Platz 21, zwei weitere Veröffentlichungen erreichten hintere Chartplätze.
Anfang 2018 erschien als Vorabsingle für sein Debütalbum der Song Outside Today, mit dem er es auch in den Hot 100 erstmals in die Top 40 schaffte. Im April veröffentlichte er dann sein erstes Album Until Death Call My Name mit Beiträgen von Future, Lil Uzi Vert und Birdman. Es erreichte in der ersten Chartwoche Platz 7.
Kentrell hat fünf Söhne namens Kayden, Taylin, Kamari, Kacey und Kentrell Junior. Zudem hat er einen weiteren Sohn namens Kamron, welcher jedoch nicht sein biologisches Kind ist. Gaulden übernimmt trotzdem die Vaterrolle für den Kleinen, da er anfangs dachte, er wäre sein biologischer Sohn und deshalb eine Beziehung mit ihm aufbaute, die er nicht aufgeben will. Des Weiteren hat er zwei Töchter namens Armani und Kodi.
Seine zwölf Kinder stammen von insgesamt neun verschiedenen Frauen. Tyranisha, Irina, Starr, Jania Meshell, Drea und die Tochter der Boxlegende Floyd Mayweather Jr., Iyanna, sind die Mütter seiner Kinder.
Sein jüngerer Bruder Jeffrey Tate, auch bekannt als BWay Yungy, ist ebenfalls US-amerikanischer Rapper und Songwriter.

## Diskografie
Studioalben

| Jahr | Titel Musiklabel                                                    | Höchstplatzierung, Gesamtwochen, AuszeichnungChartplatzierungen (Jahr, Titel, Musiklabel, Platzierungen, Wochen, Auszeichnungen, Anmerkungen) | Höchstplatzierung, Gesamtwochen, AuszeichnungChartplatzierungen (Jahr, Titel, Musiklabel, Platzierungen, Wochen, Auszeichnungen, Anmerkungen) | Höchstplatzierung, Gesamtwochen, AuszeichnungChartplatzierungen (Jahr, Titel, Musiklabel, Platzierungen, Wochen, Auszeichnungen, Anmerkungen) | Höchstplatzierung, Gesamtwochen, AuszeichnungChartplatzierungen (Jahr, Titel, Musiklabel, Platzierungen, Wochen, Auszeichnungen, Anmerkungen) | Höchstplatzierung, Gesamtwochen, AuszeichnungChartplatzierungen (Jahr, Titel, Musiklabel, Platzierungen, Wochen, Auszeichnungen, Anmerkungen) | Höchstplatzierung, Gesamtwochen, AuszeichnungChartplatzierungen (Jahr, Titel, Musiklabel, Platzierungen, Wochen, Auszeichnungen, Anmerkungen) | Anmerkungen                              |
| Jahr | Titel Musiklabel                                                    | DE | AT | CH | UK | US | R&B | Anmerkungen                              |
| ---- | ------------------------------------------------------------------- | --- | --- | --- | --- | --- | --- | ---------------------------------------- |
| 2018 | Until Death Call My Name Never Broke Again • Atlantic Records (WMG) | — | — | — | — | US7 ×2Doppelplatin · (97 Wo.)US | R&B5 (34 Wo.)R&B | Erstveröffentlichung: 27. April 2018     |
| 2020 | Top Never Broke Again • Atlantic Records (WMG)                      | — | — | — | UK62 (1 Wo.)UK | US1 Platin · (120 Wo.)US | R&B1 (53 Wo.)R&B | Erstveröffentlichung: 11. September 2020 |
| 2021 | Sincerely, Kentrell Never Broke Again • Atlantic Records (WMG)      | — | — | — | UK47 (1 Wo.)UK | US1 Platin · (44 Wo.)US | R&B1 (22 Wo.)R&B | Erstveröffentlichung: 24. September 2021 |
| 2022 | The Last Slimeto Never Broke Again • Atlantic Records (WMG)         | — | — | — | UK87 (1 Wo.)UK | US2 Gold · (35 Wo.)US | R&B1 (15 Wo.)R&B | Erstveröffentlichung: 5. August 2022     |
| 2023 | I Rest My Case Never Broke Again • Motown Records (UMG)             | — | — | — | — | US9 (3 Wo.)US | R&B5 (2 Wo.)R&B | Erstveröffentlichung: 6. Januar 2023     |
| 2023 | Don’t Try This at Home Never Broke Again • Motown Records (UMG)     | — | — | — | — | US5 (9 Wo.)US | R&B1 (6 Wo.)R&B | Erstveröffentlichung: 21. April 2023     |
| 2025 | MASA Never Broke Again • Motown Records (UMG)                       | — | — | — | — | US6 (… Wo.)US | R&B3 (… Wo.)R&B | Erstveröffentlichung: 25. Juli 2025      |